# Championnat du Cap-Vert de football 2007
Navigation
Saison précédente Saison suivante
La saison 2007 du Championnat du Cap-Vert de football est la vingt-huitième édition de la première division capverdienne, le Campeonato Nacional. Après une phase régionale qualificative disputée sur chacune des neuf îles habitées de l'archipel, les onze meilleures équipes et le tenant du titre disputent le championnat national, joué en deux phases :
- une phase de poules (deux poules de six équipes) dont seuls les deux premiers accèdent à la phase finale
- une phase finale à élimination directe (demi-finales et finale) en matchs aller et retour qui détermine le vainqueur du championnat

C’est le Sporting Clube da Praia, tenant du titre, qui remporte à nouveau la compétition cette saison, après avoir battu l'Associação Académica do Mindelo en finale nationale. Il s'agit du sixième titre de champion du Cap-Vert de l’histoire du club.

## Les clubs participants
- Île de Boa Vista :
  - Sal-Rei Futebol Clube
- Île de Brava :
  - Sport Club Morabeza
- Île de Fogo :
  - Vulcânicos Futebol Clube
- Île de Maio :
  - Associação Académica da Calheta
- Île de Sal :
  - Académico do Aeroporto
- Île de Santiago :
  - Sporting Clube da Praia (tenant du titre)
  - Scorpions Vermelho (zone Nord)
  - Associação Académica da Praia (zone Sud)
- Île de Santo Antão :
  - Rosariense Clube (zone Nord)
  - Sporting Clube do Porto Novo (zone Sud)
- Île de São Nicolau:
  - FC Ultramarina
- Île de São Vicente:
  - Associação Académica do Mindelo

## Compétition

### Phase de poules
Le barème utilisé pour établir le classement est le suivant :
- Victoire : 3 points
- Match nul : 1 point
- Défaite, forfait ou abandon : 0 point

| Rang | Équipe                          | Pts | J | G | N | P | Bp | Bc | Diff |
| ---- | ------------------------------- | --- | - | - | - | - | -- | -- | ---- |
| 1    | Associação Académica do Mindelo | 13  | 5 | 4 | 1 | 0 | 16 | 0  | +16  |
| 2    | Sporting Clube da PraiaT        | 10  | 5 | 3 | 1 | 1 | 11 | 1  | +10  |
| 3    | Sal-Rei Futebol Clube           | 8   | 5 | 2 | 2 | 1 | 6  | 9  | -3   |
| 4    | FC Ultramarina                  | 5   | 5 | 1 | 2 | 2 | 2  | 8  | -6   |
| 5    | Sport Club Morabeza             | 2   | 5 | 0 | 2 | 3 | 3  | 10 | -7   |
| 6    | Associação Académica da Calheta | 2   | 5 | 0 | 2 | 3 | 3  | 13 | -10  |

| Rang | Équipe                        | Pts | J | G | N | P | Bp | Bc | Diff |
| ---- | ----------------------------- | --- | - | - | - | - | -- | -- | ---- |
| 1    | Académico do Aeroporto        | 11  | 5 | 3 | 2 | 0 | 10 | 3  | +7   |
| 2    | Associação Académica da Praia | 10  | 5 | 3 | 1 | 1 | 6  | 3  | +3   |
| 3    | Vulcânicos Futebol Clube      | 9   | 5 | 3 | 0 | 2 | 8  | 5  | +3   |
| 4    | Rosariense Clube              | 7   | 5 | 2 | 1 | 2 | 5  | 3  | +2   |
| 5    | Scorpions Vermelho            | 6   | 5 | 2 | 0 | 3 | 5  | 5  | 0    |
| 6    | Sporting Clube do Porto Novo  | 0   | 5 | 0 | 0 | 5 | 5  | 20 | -15  |

### Phase finale
|  | Demi-finales                    | Demi-finales                    | Demi-finales                    | Demi-finales                    |                            |                            | Finale | Finale | Finale | Finale |
|  |                                 |                                 |                                 |                                 |                            |                            |        |        |        |        |
|  |                                 |                                 |                                 |                                 |                            |                            |        |        |        |        |
|  | Sporting Clube da PraiaT        | Sporting Clube da PraiaT        | 3                               | 3                               |                            |                            |        |        |        |        |
|  | Sporting Clube da PraiaT        | Sporting Clube da PraiaT        | 3                               | 3                               |                            |                            |        |        |        |        |
|  | Académico do Aeroporto          | Académico do Aeroporto          | 2                               | 1                               |                            |                            |        |        |        |        |
|  | Académico do Aeroporto          | Académico do Aeroporto          | 2                               | 1                               | 'Sporting Clube da Praia'T | 'Sporting Clube da Praia'T | 0      | 1e     |        |        |
|  |                                 |                                 |                                 |                                 | 'Sporting Clube da Praia'T | 'Sporting Clube da Praia'T | 0      | 1e     |        |        |
|  |                                 |                                 | Associação Académica do Mindelo | Associação Académica do Mindelo | 0                          | 1                          |        |        |        |        |
|  | Associação Académica da Praia   | Associação Académica da Praia   | Associação Académica do Mindelo | Associação Académica do Mindelo | 0                          | 1                          | 0      | 0      |        |        |
|  | Associação Académica da Praia   | Associação Académica da Praia   |                                 |                                 |                            |                            |        | 0      |        |        |
|  | Associação Académica do Mindelo | Associação Académica do Mindelo | 1                               | 1                               |                            |                            |        |        |        |        |
|  | Associação Académica do Mindelo | Associação Académica do Mindelo | 1                               | 1                               |                            |                            |        |        |        |        |

#### Finales
| 14 juillet 2007 | Sporting Clube da Praia | 0 - 0 | Associação Académica do Mindelo | Stade de Várzea, Praia |  |
|                 |                         |       |                                 |                        |  |

| 21 juillet 2007 | Associação Académica do Mindelo | 1 - 1e | Sporting Clube da Praia | Estádio Adérito Sena, Mindelo |  |
|                 | Kelly 70e                       |        | 90e (pen.) Dário        |                               |  |

- Le Sporting Clube da Praia remporte le titre grâce à la règle des buts marqués à l'extérieur.

## Bilan de la saison
| Championnat du Cap-Vert de football 2007 |                                    |
| Champion                                 | Sporting Clube da Praia (6e titre) |
| Coupes et trophées                       |                                    |
| Vainqueur de la Coupe du Cap-Vert 2007   | Associação Académica da Praia      |
| Qualifications continentales             |                                    |
| Ligue des champions de la CAF 2008       | Sporting Clube da Praia            |
| Coupe de la confédération 2008           | Aucun                              |
| Promotions et relégations                |                                    |
| Promus en Campeonato Naçional            | Aucun                              |
| Relégués                                 | Aucun                              |